# بريل بيرتون
بريل بيرتون (بالإنجليزية: Beryl Burton)‏ مواليد 12 مايو 1937 في ليدز، إنجلترا - الوفاة 5 مايو 1996 في يوركشاير، كانت متسابقة دراجات بريطانية في صنف سباق الدراجات على الطريق وعلى المضمار.

## سجل النتائج

### سباقات أو مراحل فازت بها
- بطولة العالم لسباق الدراجات على الطريق

## الميداليات
| الميدالية | المسابقة                                    |
| --------- | ------------------------------------------- |
| ذهبية     | بطولة العالم لسباق الدراجات على الطريق 1960 |

## روابط خارجية
- بريل بيرتون على موقع أرشيف الدراجات (الإنجليزية)
- بريل بيرتون على موقع إحصائيات الدراجات الإحترافية (الإنجليزية)
- بريل بيرتون على موقع CycleBase (الإنجليزية)